# Häuschen
Das Häuschen nahe Ahrweiler im rheinland-pfälzischen Landkreis Ahrweiler ist ein 506,5 m ü. NHN hoher Berg der Eifel.

## Geographie

### Lage
Das Häuschen liegt in der Ahreifel im Ahrweiler Wald. Sein Gipfel erhebt sich etwa 4,5 km südsüdwestlich von Ahrweiler, 3 km südlich von Walporzheim und 2,3 km nordwestlich von Ramersbach, die alle im Ahrtal gelegene Stadtteile von Bad Neuenahr-Ahrweiler sind, 2,7 km südöstlich der Ortsgemeinde Rech, 4 km südsüdöstlich der Ortsgemeinde Dernau und 2,7 km (jeweils Luftlinie) nordnordöstlich des Kesselinger Ortsteils Staffel.
Östlich des Bergs entspringt der vom kleinen Talbach gespeiste Wingsbach, der nordwärts durch das Hungertal fließt und bei Ahrweiler in die Ahr mündet. Nordwestlich liegt die Quelle des Heckenbachs, der vom Beulsbach gespeist wird, nach Norden durch das Heckental verläuft und bei Walporzheim der Ahr zufließt. Südsüdwestlich entsteht aus dem Zusammenfluss von Ahrbach und Sannerbach der Ahlbach der südwärts fließt und in den Staffeler Bach (Zufluss des Kesselinger Bachs) mündet.

### Naturräumliche Zuordnung
Das Häuschen gehört in der naturräumlichen Haupteinheitengruppe Osteifel (Nr. 27) und in der Haupteinheit Ahreifel (272) zur Untereinheit Südliches Ahrbergland (272.3), wobei seine Nordflanke in der Untereinheit Mittleres Ahrtal (272.2) in den Naturraum Recher Ahrengtal (272.21) abfällt.

### Berghöhe
Die Berghöhe des 506,5 m hohen Häuschen wird teils nur mit rund 505 m angegeben, was sich auf die aus topographischen Karten ersichtliche Höhenangabe 505,2 m bezieht, die etwa 45 m östlich des Gipfels auf einem Waldweg verzeichnet ist. Zudem liegt westnordwestlich einer 498,8 m hoch liegenden Scharte der 501,5 m hohe Westnordwestgipfel des Häuschens.

## Schutzgebiete
Auf dem Häuschen liegt ein Teil des Landschaftsschutzgebiets Rhein-Ahr-Eifel (CDDA-Nr. 323834; 1980 ausgewiesen; 925,86 km² groß). Seine Westflanke fällt in das Vogelschutzgebiet Ahrgebirge (VSG-Nr. 5507-401; 304,23 ha) ab.

## Häuschen-Turm
Am 11. Mai 1908 wurde auf dem Häuschen der Aussichtsturm Häuschen-Turm eingeweiht, der 20 m hoch war. In der Endphase des Zweiten Weltkriegs (1939–1945) trug er eine Funkstelle der Wehrmacht, und der Holzturm wurde im Frühjahr 1945 abgebrannt. Am 30. September 1956 wurde ein neuer Turm eingeweiht. Von der Aussichtsplattform fiel der Rundblick in die Eifel mit dem Ahrgebirge (Ahreifel), nach Bad Neuenahr-Ahrweiler im Ahrtal und bis hin zum Siebengebirge und Westerwald. Heute (2023) sind nur noch Bodenreste des Turms vorhanden.

## Verkehr und Wandern
Nördlich vorbei am Häuschen führt durch das Ahrtal die Bundesstraße 267, östlich von Ahrweiler nach Ramersbach die Landesstraße 84 und südwestlich von Kesseling nach Staffel die L 85, die etwas weiter ostnordöstlich auch durch Ramersbach verläuft. Über den Berg verläuft unter anderem der Hauptwanderweg 11 (Sinzig–Monschau) des Eifelvereins.

## Karte
- Wanderkarte des Eifelvereins Das Ahrtal, M = 1:25.000, Blatt 9